# Нижньокальміуське водосховище

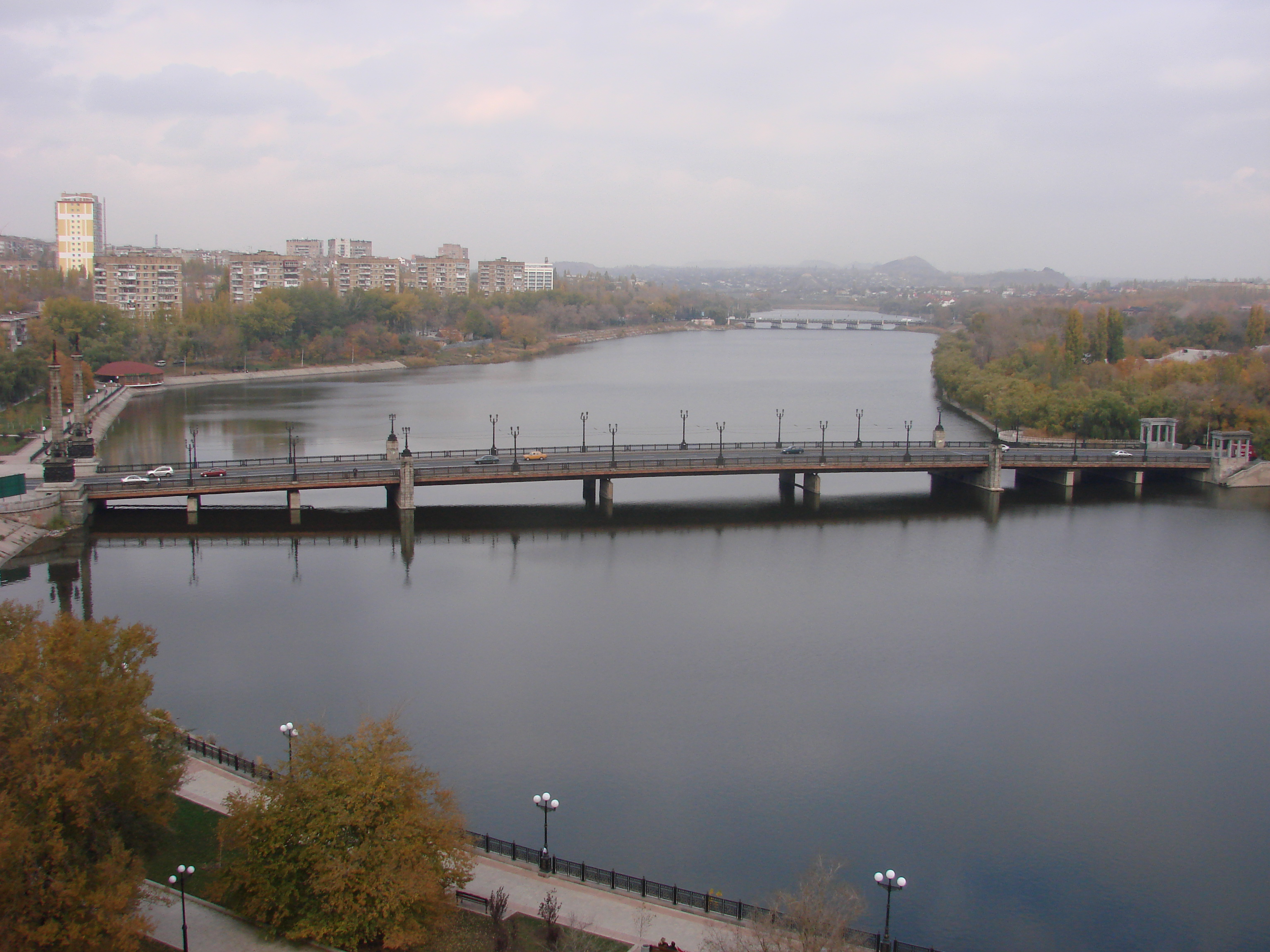
Міст на проспекті Ілліча

Нижньока́льміуське водосховище — одне з чотирьох водосховищ, влаштованих на річці Кальміус.
Фактично являє собою каскад з двох водосховищ, що розділені дамбою. Водосховище розташоване в межах міста Донецька і розділяє  Ворошиловський (правий берег) і  Калінінський (лівий берег) райони. За кадастровим поділом практично повністю належить території Ворошиловського району.
Загальна площа дзеркала двох водойм — 60 гектарів. Місткість — 12 мільйонів м³.
У нижньому б'єфє Нижньокальміуського водосховища мінералізація досягає 2090 мг / л.
На початку 2000-х років був здійснений проект з розчищення  акваторії Нижньокальміуського водосховища.
Північна частина лівого берега водосховища також є межею Музичного парку та Міського парку культури та відпочинку. Повз нього пролягає Вулиця 75-річчя футбольного клубу «Шахтар». На бульварі Шевченка і проспекті Ілліча, через водосховище побудовані мости та пролягають важливі міські автошляхи. Проспектом Дзержинського пролягає дамба водосховища, по якій також курсують міські трамваї. На лівому березі облаштовано два пляжі (у Ворошиловському районі, один — у Шефілдському сквері). Правий берег — практично не облаштований, але на його березі розташовані кафе «Йомайо» та теплоход невідомого призначення. Є спеціалізована рятувальна станція, яка, на разі, — декорація.
У водосховищі виростає 18-20 видів  водоростей, велика частина з яких —  синьо-зелені та  пірофітові.
На правому березі побудований господарсько-побутовий та зливний колектор.